# Kosmetická chirurgie
Kosmetická chirurgie, také estetická chirurgie, je odvětví plastické chirurgie, které se zabývá kosmetickými problémy a úpravami částí těla. Řeší především úpravy obličeje, tvaru postavy, odstranění jizev.

## Historie
První zmínka o chirurgickém zákroku na zlomeném nosu údajně pochází z první poloviny 3. tisíciletí př. n. l. Ve většině případů není indikována z důvodu vylepšení zdraví, ale jako požadavek klienta na vylepšení vzhledu. Z tohoto důvodu jde také většinou o zákroky, které si pacient hradí sám a podstupuje je soukromých klinikách.

## Nejčastější zákroky

### Úpravy v krajině břišní a boků
Mezi nejčastější požadavky klientů patří úprava jejich břišních partií ve smyslu zeštíhlení, vytvarování nebo odstranění přebytečné kůže (například po prudkém zhubnutí). Mezi nejžádanější zákroky patří liposukce, neboli odsátí přebytečného tuku a to i z míst, kde se ho hubnutím obtížně zbavuje. Lze ji provádět na řadě míst těla, často se používá k odstranění přebytečného tuku na břiše a bocích. Způsobů provedení existuje celá řada a liší se svojí náročností. Zákrok má celkově dobré pooperační výsledky a viditelný efekt ihned po ukončení rekonvalescence. Ta většinou probíhá úspěšně a rychle, po pěti dnech už se pacient může začít postupně vracet ke svému obvyklému režimu.

### Úpravy očních víček a jiných partií obličeje
S postupujícím věkem a mírným ochabnutím obličejových svalů trápí řadu klientů pokleslá víčka a přebytečná kůže nad nimi. Operace spočívá v odstranění přebytečné části kůže a podkožního tuku. Provádí se na horních i spodních očních víčkách.
Zbavit se kožních převisů v oblasti očí navíc nemá smysl pouze z estetického hlediska, ale také z toho zdravotního. Tímhle druhem zákroku s jistotou zabráníte i zvýšenému slzení očí či únavě zraku, mnohdy dokonce bolestem hlavy. Také se provádějí nejrůznější jiné úpravy v obličeji, zmenšování a modelace nosu, úprava tvaru uší a jejich vzdálenosti od hlavy, transplantace vlasů, při které se přidává klientovi chybějící vlasová pokrývka, zvětšování a modelace rtů, redukce a odstraňování vrásek… Zákroky jsou různě náročné a od toho se také odvíjí doba rekonvalescence a možnost rizik a komplikací.

### Plastika prsou
Plastickou operaci prsou klientky podstupují z estetických i zdravotních důvodů. Z estetických důvodů se nejčastěji jedná o úpravy velikosti prsou a jejich velikosti. Může jít o zvětšení prsních laloků pomocí speciálních implantátů a modelování jejich tvaru, ale také se provádí chirurgické zákroky pro vytvarování prsních bradavek, jejich zmenšení nebo zvětšení a nebo jen úpravu povislých prsou a přebytečné kůže (například povislá prsa po kojení). Lze také provádět zákroky vedoucí ke zmenšení prsou, ty bývají často indikované lékařem a provádějí se, pokud velké poprsí působí pacientkám zdravotní problémy (například problémy s páteří). Zvětšení, augmentace, prsou je poměrně náročný zákrok, který se provádí v celkové anestezii. Implantáty bývají nejčastěji silikonové naplněné silikonovým gelem nebo solným roztokem. Implantát se vkládá do těla řezem v dolní části prsního dvorce nebo v podpažní jamce, občas i řezem v podpažní rýze. Pro výplň je také možné použít autotrasplantaci tuku.
V dnešní době existuje také velké množství pacientek, které musely podstoupit odstranění prsní žlázy nebo části prsního laloku (většinou z důvodu zjištěného nádoru). Po úplném zhojení a vyléčení je možné prs znovu rekonstruovat. Někdy je možné použít i kůži a tuk z oblasti břicha pacientky. Nejprve se provádí modelace prsního laloku a po zahojení se provádí modelace prsní bradavky.

### Plastika hýždí
Plastická operace hýždí se provádí za účelem zmenšení a vytvarování hýždí. Pro vylepšení tvaru je možné použít i speciální implantáty nebo tuk z jiné části těla pacienta. Na hýždích se také provádí odstranění přebytečné kůže, která se může objevit například po výrazném zhubnutí.
V estetické chirurgii se provádí i celá řada dalších zákroků odpovídajících přání klientů. V poslední době jsou například stále oblíbenější plastické operace genitálu a to u žen i mužů. V některých případech jde o úpravy a rekonstrukce ze zdravotních důvodů, například po úrazech, ale provádějí se i zákroky z čistě estetického hlediska pro úpravu tvaru nebo velikosti. Na soukromých klinikách se klientům snaží vycházet vstříc a za pomoci těch nejmodernějších technologií splnit přání ohledně tělesného vzhledu.